# 蘭諾·絲薇佛
蘭諾·絲維佛（Lionel Shriver，1957年5月18日—），是英國記者和作家，她在美國出生。

## 生平
蘭諾·絲維佛生於1957年5月18日，本名是瑪格麗特·安·絲維佛，出生於北卡羅來納州加斯托尼亞一個宗教虔誠的家庭（她的父親是長老會牧師）。蘭諾·絲維佛15歲，非正式地改變了她的名字，因為蘭諾·絲維佛認為一個傳統的男性的名字更適合她。
蘭諾·絲維佛曾就讀於哥倫比亞大學巴納德學院（BA，MFA）。她一直住在內羅畢，曼谷和貝爾法斯特，目前居住在倫敦。
蘭諾·絲維佛以第八本小說《凱文怎麼了》贏得了2005年女性小說獎，這本書創造了不少的爭議，並取得了巨大成功。

## 小說
- 《女性物種》（The Female of the Species） (1986)
- 《查克與德瑞拉》（Checker and the Derailleurs） (1987)
- 《淌血的心》（The Bleeding Heart） (1990)
- Ordinary Decent Criminals (1992)
- 《遊戲控制》（Game Control） (1994)
- 《完美好家庭》（A Perfectly Good Family） (1996)
- 《雙誤》（Double Fault） (1997)
- 凱文怎麼了 (2003)
- The Post-Birthday World (2007)
- So Much for That (2010)
- The New Republic (2012)
- Big Brother: A Novel (2013)

## 連結
- Interview（页面存档备份，存于） at BBC Radio 4
- Biography （页面存档备份，存于） at BBC
- Lionel Shriver Interview （页面存档备份，存于） in Three Monkeys Online
- Interview （页面存档备份，存于） in The Guardian, 22/4/2007
- Opinion piece on Lionel Shriver, Fortnight magazine
- Audio: Lionel Shriver in conversation on the BBC World Service discussion show （页面存档备份，存于） The Forum
- Reviews at ourbookclub.net.au
- 2005 Bomb magazine interview of Lionel Shriver by Jenefer Shute（页面存档备份，存于）
- Lionel Shriver at publisher Serpent's Tail